# Lũy thép Vĩnh Linh
Lũy thép Vĩnh Linh là bộ phim tài liệu về Chiến tranh Việt Nam do Nghệ sĩ nhân dân Nguyễn Ngọc Quỳnh đạo diễn. Bộ phim được sản xuất bởi Hãng phim Tài liệu – Khoa học Trung ương và ra mắt vào năm 1970. Không chỉ chiến thắng 3 hạng mục tại Liên hoan phim Việt Nam, bộ phim còn giành được Huy chương vàng tại Liên hoan phim quốc tế Moskva.

## Bối cảnh
Sau khi Hiệp định Genève được ký vào năm 1954, sông Bến Hải và vĩ tuyến 17 trở thành giới tuyến quân sự chia Việt Nam thành 2 vùng tập kết quân sự tạm thời, Quân đội nhân dân Việt Nam ở phía Bắc, Quân đội Liên hiệp Pháp bao gồm cả Quân đội Quốc gia Việt Nam ở phía Nam. Năm 1964, sau một thời gian dài can thiệp vào giai đoạn 1 của Chiến tranh Đông Dương tại Việt Nam, Mỹ chính thức trực tiếp tham chiến. Vào khoảng những năm 1968–1972 của Chiến tranh Việt Nam, trước khi Trận Thành cổ Quảng Trị diễn ra, Quảng Trị là một trong những chiến trường ác liệt nhất giữa quân đội Hoa Kỳ và quân đội Việt Nam Dân chủ Cộng hòa. Khu vực Vĩnh Linh lúc bấy giờ có thể gọi là "túi bom" của quân đội Hoa Kỳ.

## Nội dung
Trong bối cảnh Việt Nam bị chia cắt bởi vĩ tuyến 17, Vĩnh Linh được xem là một trong những vị trí tiền tiêu của Quân đội nhân dân Việt Nam ở miền Bắc và hậu phương trực tiếp của Mặt trận Dân tộc Giải phóng miền Nam Việt Nam. Quân đội Hoa Kỳ đã sử dụng hàng loạt vũ khí hiện đại nhằm hủy diệt Vĩnh Linh. Tuy nhiên, quân đội Việt Nam và người dân Vĩnh Linh đã xây dựng địa đạo, tổ chức cuộc chiến đấu lâu dài. Quân đội Mỹ càng nỗ lực đánh phá bao nhiêu thì quân dân Vĩnh Linh càng kiên cường bấy nhiêu. Từ đó, Vĩnh Linh gắn liền với tên gọi "lũy thép", cũng là nguyên nhân bộ phim được đặt tên "Lũy thép Vĩnh Linh".

## Sản xuất
Năm 1967, đạo diễn Nguyễn Ngọc Quỳnh cùng đoàn làm phim bắt đầu vào vùng "túi bom" Vĩnh Linh để bắt đầu quay bộ phim. Vì tình hình chiến sự lúc bấy giờ vô cùng ác liệt, Xưởng phim tài liệu đã ghi hình lại từng người trước khi đoàn khởi hành. Vì quay phim, đoàn làm phim đã được ưu tiên vào vùng Vĩnh Quang, nơi máy bay Mỹ rải thảm bom B52. Theo lời kể của Nghệ sĩ ưu tú Ma Cường, lúc ấy các nhà quay phim đem máy quay vào chiến trường như các phóng viên; trang bị của đoàn làm phim cũng không có nhiều ngoài một chiếc xe đạp, một đài bán dẫn Orionton của Tiệp Khắc, một máy quay phim Convat của Liên Xô. Khi đã quay gần xong, một phần đoàn làm phim gồm Đỗ Ngọc Khuê, Nguyễn Ngọc Hồi, Đinh Văn Nhạ đã có nhiệm vụ đem phim ra Hà Nội. Ngày 25 tháng 2 năm 1968, khi đến ngầm Đá Mài thuộc địa phận Dốc Sả của Quảng Bình, ô tô chở đoàn làm phim bị trúng bom, cả 3 anh đều qua đời, xe và phim đều cháy sạch.
Nhờ vào dòng chữ "Lũy thép Vĩnh Linh" vẫn còn đọc được trên hộp phim, công nhân đội trồng sả của Nông trường Việt Trung đã báo tin cho chính quyền Quảng Bình. Sau khi nhận được tin báo lại từ Tỉnh ủy Vĩnh Linh, đoàn làm phim đã lên đường đến Quảng Bình để tìm đồng đội. Sau 4 ngày đi bộ đến địa phận Dốc Sả, các nhà quay phim Ma Cường, Phạm Đình Thăng, Đinh Thông đã quy tập ngôi mộ tập trung do công nhân nông trường vun đắp tạm thời thành 3 ngôi mộ riêng, sau đó thì quay về Vĩnh Linh để bắt đầu quay lại từ đầu bộ phim.
Sau khi việc an táng cho các đồng nghiệp hoàn tất, đạo diễn Nguyễn Ngọc Quỳnh đã gửi một bức mật điện cho ban giám đốc xưởng phim. Nội dung bức mật điện không chỉ khái quát về sự việc mà còn cho thấy rõ những khó khăn mà đoàn làm phim gặp phải khi phải thực hiện những thước phim trong hoàn cảnh chiến tranh ác liệt.
- Chấp hành điện của xưởng, chiều 24/2/68, xe 866 Nhạ, Khuê, Hồi đã về. Đến Quảng Ninh, Quảng Bình, xe bị bom lúc 4 giờ 25/2/68 - Cả ba đồng chí đã hy sinh, hàng nghìn mét phim quay rồi, đồ đạc, xe mất hết.
- Anh Quỳ và địa phương đã lo an táng chu đáo.
+ Đoàn gửi lời chia buồn đến gia đình 3 đồng chí
+ Vĩnh Linh vẫn ác liệt, phim Lũy thép rất cần làm gấp.
- Nếu đi xa, phải thêm đội quay khỏe, máy tốt, phim gọn nhẹ
+ Máy 35 Cường hỏng, cho máy tốt, cả tót và accu thật tốt
+ Accu Môn hỏng, cho cái tốt
+ Đèn mất, cho bộ đèn tốt, cả sạc điện, bóng dự trữ.
Cho chủ trương mới, cho xe vào gấp - điện trả lời ngay
Nguyễn Ngọc Quỳnh, 
Trong quá trình quay tiếp theo, nhà quay phim Ma Cường đã trúng đạn, nhưng may mắn sống sót. Đạo diễn Ngọc Quỳnh vẫn còn lưu giữ thước phim ghi lại hình ảnh người dân và đồng đội chăm sóc Ma Cường khi ông đang đau đớn quằn quại trên chiếc võng dã chiến. Sau khi hoàn tất phần quay và quay về Hà Nội an toàn, đạo diễn Ngọc Quỳnh đã bỏ ra 3 tháng liên tục ở xưởng để làm hậu kỳ cho bộ phim. Những mất mát của đoàn làm phim cũng được đưa vào phần giới thiệu khi ngay phần mở đầu, một dòng chữ trắng đã được cho chạy trên màn hình: "Vô cùng thương tiếc ba liệt sĩ Đinh Văn Nhạ, Đỗ Ngọc Khuê, Nguyễn Ngọc Hồi đã hy sinh anh dũng trên tuyến lửa trong khi tham gia xây dựng bộ phim này".

## Đánh giá và đón nhận
Lũy thép Vĩnh Linh được xem là một bài ca về sức mạnh của chiến tranh nhân dân. Trong tác phẩm "Điện ảnh qua những chặng đường", tác giả Bùi Phú đã nhận xét:
| “                         | "Lũy thép Vĩnh Linh" là một bài ca về sức mạnh thần kỳ của chiến tranh nhân dân. Từ mặt đất chi chít hố bom, camera chuyển lên bầu trời u ám, vẫn đục những mây. Ngay vào đầu phim đã tạo cho người xem cảm xúc về đất trời đảo lộn của vùng Bến Hải này! Một thiếu phụ chết ngồi, tay ôm xác con nhỏ, được ống kính kéo lại gần... Rồi đẩy vụt ra xa, và tạc vào nền đá xám, như một bức phù điêu, ghi lại đời đời tội ác man rợ của giặc Mỹ. Nhưng dưới sâu trong lòng đất, cuộc sống vẫn tưng bừng. Đôi mắt hóm hỉnh của một chàng trai , tay đàn miệng hát, truyền tới người xem cái lạc quan bất diệt của người dân trên đồng quê bị cào xé này. | ” |
| — Bùi Phú (1981, tr. 150) | |   |

Bộ phim không chỉ giành được Huy chương vàng cho Phim tài liệu tại Liên hoan phim quốc tế Moskva lần thứ 7 mà còn được công chiếu tại Liên hoan phim Tashkent. Trong cuốn sách về liên hoan phim này, nhà phê bình phim người Liên Xô Семён Маркович Черток đã nhận xét:
| “                        | Nếu chỉ đánh giá phim tài liệu Việt Nam về mặt kỹ xảo, một số người thậm chí có thể đánh giá chúng là kém cỏi. Nhưng đây (phim tài liệu) là một hình thức thuần túy, nếu bạn chỉ nghĩ về điều chính, về những gì bạn thấy trong khung hình, nó sẽ trở thành một cuốn băng nhỏ tuyệt vời. Tuyệt vời, mặc dù nó là một bộ phim trắng đen, và có sự cố âm thanh. | ” |
| — Черток (1975, tr. 157) | |   |

Theo Черток, không thể đòi hỏi một bộ phim tài liệu có ánh sáng và âm thanh tốt khi nó được quay trong bối cảnh chiến tranh du kích cần ngụy trang và bóng tối. Và đặc biệt, để lên được màn ảnh, bao gồm cả màn chiếu lớn tại Liên hoan phim Tashkent, những chiếc hộp chứa những cuộn phim đã phải trải qua nhiều cuộc thử thách nguy hiểm và khó khăn.
Tại Liên hoan phim Việt Nam lần thứ 2, bộ phim không chỉ giành được Bông sen vàng cho phim tài liệu mà chiến thắng tại 2 hạng mục dành cho Đạo diễn xuất sắc và Quay phim xuất sắc.

## Giải thưởng và đề cử
| Năm  | Lễ trao giải                            | Hạng mục           | Đối tượng đề cử             | Kết quả         | Nguồn  |
| ---- | --------------------------------------- | ------------------ | --------------------------- | --------------- | ------ |
| 1971 | Liên hoan phim quốc tế Moskva lần thứ 7 | Phim tài liệu      | —                           | Huy chương vàng | [ 17 ] |
| 1973 | Liên hoan phim Việt Nam lần thứ 2       | Phim tài liệu      | —                           | Bông sen vàng   | [ 17 ] |
| 1973 | Liên hoan phim Việt Nam lần thứ 2       | Đạo diễn xuất sắc  | Nghệ sĩ nhân dân Ngọc Quỳnh | Đoạt giải       | [ 17 ] |
| 1973 | Liên hoan phim Việt Nam lần thứ 2       | Quay phim xuất sắc | Ma Cường, Kim Môn           | Đoạt giải       | [ 17 ] |